# Kiyohiko Azuma
Kiyohiko Azuma (jap. あずま きよひこ, Azuma Kiyohiko; eigentlich: 東 清彦; * 27. Mai 1968 in Takasago, Hyōgo, Japan) ist ein japanischer Manga-Zeichner.
Am Beginn seiner Karriere zeichnete er unter dem Pseudonym Jōji Jonokuchi (序ノ口 譲二, Jonokuchi Jōji) Hentai-Manga, aber auch Parodien auf bekannte Anime-Serien wie Tenchi Muyo!, in Form von nicht professionell veröffentlichten Dōjinshi. Ende der 1990er-Jahre erschienen Kurzgeschichten von ihm in Manga-Magazinen.
Von 1999 bis 2002 zeichnete er an dem Yonkoma-Manga Azumanga Daioh, einer Komödie über eine Gruppe von Oberschülerinnen. Azumanga Daioh wurde innerhalb von kurzer Zeit in Japan sehr erfolgreich, wurde als Anime umgesetzt und in zahlreiche Sprachen übersetzt. Damit schuf er den ersten Yonkoma-Manga, der auch international Erfolg hatte.
Seit 2003 arbeitet er für das Magazin Comic Dengeki Daiō an Yotsuba&!, das ebenfalls eine Komödie, jedoch kein Yonkoma-Manga ist.

## Werke

### Manga
- Try! Try! Try!, 1998
- Wallaby (わらびー), 1998–2000
- Azumanga Daioh, 1999–2002, überarbeitete Neufassung: 2009
- Yotsuba&!, seit 2003
- Azumanga Daiō: Hoshūhen (あずまんが大王・補習編), 2009

### Anthologien
- Azumanga, 1998 (Neudruck als Azumanga Recycle (あずまんがリサイクル), 2001)
- Azumanga 2, 2001

### Character Design
- Queen of Duellist Gaiden α+ (クイーン・オブ・デュエリスト外伝α+), 1994
- Mahō Yūgi (魔法遊戯), 2001 ausgestrahlt (Design 1998)

### Illustrationen
- Leaf Fight TCG (Sammelkartenspiel)
- Aquarian Age
- Kannagi (Folge 12)